# Зиммель, Георг
Гео́рг Зи́ммель (нем. Georg Simmel; 1 марта 1858, Берлин — 28 сентября 1918, Страсбург) — немецкий философ и социолог, один из главных представителей поздней «философии жизни». Один из инициаторов изучения моды как аналитической дисциплины.

## Биография
Родился в состоятельной семье; родители Зиммеля были еврейского происхождения, отец принял католичество, мать — лютеранство, сам Зиммель был крещён в лютеранство в детстве. Окончив Берлинский университет, более двадцати лет преподавал там. Из-за антисемитских настроений начальства карьера складывалась не очень удачно. Долгое время служил на низкой должности приват-доцента, хотя и пользовался популярностью среди слушателей и поддержкой таких учёных, как Макс Вебер и Генрих Риккерт. Внештатный профессор с 1901 года, штатный сотрудник провинциального Страсбургского университета (1914), где оказался в изоляции от берлинской научной среды, а с началом Первой мировой войны в том же году этот университет прекратил деятельность. Незадолго до конца войны Зиммель умер в Страсбурге от рака печени.

## Философские идеи
Как философа Зиммеля обычно относят к академической ветви «философии жизни», в его работах есть также черты неокантианства (его диссертация посвящена Канту). Автор работ по философии истории, этике, в последний период работал над трудами по эстетике и философии культуры. В социологии Зиммель — создатель теории социального взаимодействия. Зиммеля относят к основоположникам конфликтологии (см. также теория социального конфликта).
По Зиммелю, жизнь — поток переживаний, но сами эти переживания культурно-исторически обусловлены. Как процесс непрерывного творческого становления, жизненный процесс неподвластен рассудочно-механическому познанию. Только через непосредственное переживание событий истории, многообразных индивидуальных форм реализации жизни в культуре и интерпретацию на основе этого переживания прошлого можно постичь жизнь. Исторический процесс, по Зиммелю, подчиняется «судьбе», в отличие от природы, в которой господствует закон причинности. В этом понимании специфики гуманитарного знания Зиммель близок выдвинутым Дильтеем методологическим принципам.

### Формальная социология
Чистая (формальная) социология изучает формы обобществления, или формы социации (нем. Formen der Vergesellschaftung), которые существуют в любом из исторически известных обществ. Это относительно устойчивые и повторяющиеся формы межчеловеческих взаимодействий. Формы социации абстрагировались Зиммелем от соответствующего содержания для выработки «опорных пунктов» научного анализа. Через создание научно обоснованных понятий Зиммель видел путь к утверждению социологии как самостоятельной науки. Формы социальной жизни — это господство, подчинение, соперничество, разделение труда, образование партий, солидарность и так далее. Все эти формы воспроизводятся, наполняясь соответствующим содержанием, в различного рода группах и социальных организациях, как государство, религиозное общество, семья, экономическое объединение и так далее. Зиммель считал, что чистые формальные понятия имеют ограниченную ценность, а сам проект формальной социологии лишь тогда может быть реализован, когда эти выявленные чистые формы социальной жизни будут наполнены историческим содержанием.

#### Основные формы социальной жизни

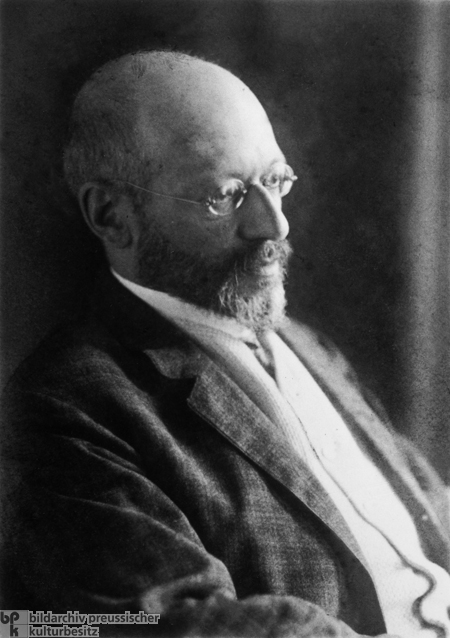
Фото 1914 года

1. Социальные процессы — к ним относят постоянные, независимые от конкретных обстоятельств их реализации явления: подчинение, господство, соревнование, примирение, конфликт и так далее.
2. Социальный тип (например, циник, бедняк, аристократ, кокетка).
3. «Модели развития» — универсальный процесс расширения группы с усилением индивидуальности её членов. По мере роста численности, члены группы всё меньше и меньше становятся похожими друг на друга. Развитие индивидуальности сопровождается уменьшением сплочённости группы и её единства. Исторически развивается в сторону индивидуальности за счёт утраты индивидами их уникальных социальных характеристик.

- Классификация форм социальной жизни по степени их удалённости от непосредственного потока жизни:

1. Ближе всего к жизни находятся спонтанные формы: обмен, личная склонность, подражание, поведение толпы и другие.
2. Несколько далее от потока жизни, то есть от общественных содержаний, стоят такие устойчивые и независимые формы, как экономические и прочие формы государственно-правовых организаций.
3. Наибольшую дистанцию от социальной жизни сохраняют формы «игровые». Это чистые формы социации, представляющие собой не просто мыслительную абстракцию, а реально встречающиеся в социальной жизни формы: «старый режим», то есть политическая форма, пережившая своё время и не удовлетворяющая запросам участвующих индивидов; «наука для науки», то есть знания, оторванные от потребностей человечества, переставшие быть «орудием в борьбе за существование».

#### Большие города и духовная жизнь
Интеллектуализация общества и развитие денежного хозяйства представляют собой, согласно Зиммелю, свидетельство усиливающегося разрыва между формами и содержаниями современного общества, свидетельство возрастающего опустошения культурных форм, сопровождающегося индивидуализацией и увеличением человеческой свободы. При этом обратной стороной интеллектуализации становится понижение общего уровня душевной жизни, а обратной стороной развития денежного хозяйства становится отчуждение работника от продукта своего труда. Наиболее ярко опустошение культурных форм и их отрыв от содержания проявляются в больших городах, живущих производством для рынка и делающих людей рассудочных свободными, но одинокими и покинутыми. Большим городам и особенностям внутреннего мира их жителей посвящена работа Зиммеля «Большие города и духовная жизнь».

### Философия моды
Зиммель является инициатором изучения моды как аналитического явления. Изучение моды и её места в развитии общества — одно из направлений его работ. Объясняя истоки возникновения моды, Зиммель, в первую очередь, анализирует тенденцию к подражанию. Он считает, что привлекательность подражания для личности, прежде всего, в том, что оно представляет возможность целенаправленной и осмысленной деятельности там, где нет ничего личного и творческого. Мода представляет собой подражание образцу и удовлетворяет потребность в социальной опоре, приводит отдельного человека на колею, по которой следуют все. Однако она в такой же степени удовлетворяет потребность в различии, тенденцию к изменению, к выделению из общей массы. Тем самым мода есть не что иное, как одна из форм жизни. По Зиммелю, мода есть продукт разделения классов; где классов нет, там мода невозможна. Необходимые социальные тенденции для установления моды — потребность в единении, с одной стороны, и в обособлении, с другой.

## Основные труды
- Социальная дифференциация. Социологические и психологические исследования (1890).
- Проблемы философии истории (1892—1893)
- Введение в этику (1892—1893).
- Философия денег (1900)
- Большие города и духовная жизнь (1903)
- Философия моды (1905)
- Кант и Гёте (1906)
- Религия (1906)
- Шопенгауэр и Ницше (1907)
- Социология. Исследование форм обобществления (1908)
- Философия культуры (1911)
- Проблема исторического времени (1916)
- Рембрандт (1916)
- Фундаментальные вопросы социологии (1917)
- Конфликт современной культуры (1918)

### Публикации трудов на русском языке
- Социальная дифференциация: Социологические и психологические исследования / Авториз. пер. с нем. Н. Н. Вокач и И. А. Ильина; Под ред. и с предисл. Б. А. Кистяковского. — М.: М. и С. Сабашниковы, 1909. — X, 323 с.
- Зиммель Г. Избранное: в 2-х т. — М.: Юрист, 1996.
  - Том 1. Философия культуры. — М.: Юрист, 1996. — 671 с. — ISBN 5-7357-0052-9.
  - Том 2. Созерцание жизни. — М.: Юрист, 1996. — 607 с. — ISBN 5-7357-0175-4.
- Зиммель Г. Рим. Флоренция. Венеция. — М.: Грюндриссе, 2014. — 96 с. — ISBN 978-5-904099-12-1.
- Философия денег (фрагмент) / пер. с немецкого А. Ф. Филиппова; Теория общества. Сборник / Пер. с нем., англ.; Вступ. статья, сост. и общая ред. А. Ф. Филиппова. — М.: КАНОН-пресс-Ц; Кучково поле, 1999. — ISBN 5-93354-001-3. — С. 309—383.
- Зиммель Г. Большие города и духовная жизнь / Пер. с нем. — М.: Strelka Press, 2018. — 112 с. — ISBN 978-5-906264-83-1.